# Vaglio Basilicata
Vaglio Basilicata (fino al 1863 Vaglio, dal 1863 al 1933 Vaglio di Basilicata, dal 1933 al 1955 Vaglio Lucano) è un comune italiano di 1 795 abitanti della provincia di Potenza in Basilicata.

## Storia
Il toponimo Vaglio, deriva presumibilmente dal nome Balios, che, nella mitologia greca, indica il progenitore di una razza di cavalli. Da questa ipotesi si può dedurre che in questa località si allevasse questa razza di cavalli, e che trattandosi di un mito greco, i primi insediamenti furono greci. Questa ultima deduzione è corroborata dal fatto che in località Rossano di Vaglio sono stati ritrovati reperti tombali, armature e scudi greci, attualmente conservati presso il Museo Archeologico Nazionale.
L'attuale paese di Vaglio fu probabilmente fondato a seguito del trasferimento in Basilicata verso il XII secolo di nuclei di popolazione originaria dell'Italia settentrionale giunti al seguito di signori feudali in epoca normanna (XI-XII secolo) e angioina (XIII secolo). Il territorio di Vaglio, dopo un lungo periodo di spopolamento (nel 1277 vi erano 210 abitanti), è appartenuto dal 1496 agli Orsini, potente famiglia romana, concorrente ai Colonna e ai Conti di Tuscolo. In seguito alla ribellione degli Orsini all'imperatore Carlo V, nel 1530 Vaglio fu ceduto a Filiberto di Chalon, principe di Orange, amico dell'imperatore, per poi ritornare a Ferdinando Orsini nel 1560. La successione dei potentati proseguì e l'universitas di Vaglio continuò ad essere oggetto di contesa. Nel 1569 Vaglio passa ad un certo Giovanni del Tufo, per poi essere riacquistato dai duchi di Gravina. Solo nel 1582 si riscattano da ogni forma di servitù, si riscattano al consistente prezzo di 21000 ducati, ma non riuscendo a raccogliere la somma, il territorio viene posto all'asta per 34000 ducati. Quando venne venduto ai Massa, peggiorarono le condizioni di vita dei contadini perché questi si erano impossessati dei demani comunali e dello spazio dedicato al pascolo, negandone l'uso ai cittadini, in completo contrasto con le leggi di tutela. Questi erano tra i cosiddetti Ministeriales, che si erano sostituiti alla vecchia nobiltà, che sfruttavano il territorio il più possibile. Questo malcontento scoppiò nel 1647, anno della rivolta Napoletana, quando, grazie ad una rivolta, riottennero l'utilizzo del pascolo. La sua proprietà, data in dote a Gabriella Massa, passò al Barone di Laurenzana, Francesco Quarto. Vaglio rimase ai Quarto fino alla fine del feudalesimo. Per ordine di Carlo di Borbone, nel 1740 le Università devono avere un catasto, tra cui anche Baglio. Nel 1741 avviene la scissione di beni ecclesiastici, ora pienamente tassati, da quelli appartenenti al clero, tassati a metà. Questi verranno soppressi e messi in vendita nel 1792, ma gli unici acquirenti furono feudatari e borghesi, date le possibilità economiche, rafforzando il proprio potere economico. Nel 1741, Baglio tentò di rimuovere il proprio feudatario portando 9 capi di accuse al Sacro Consiglio.
La cittadina fu teatro di una rivolta popolare tra le due fazioni dominanti nel 1796, di cui quella di estrazione borghese, capeggiata da Daniele Carbone, l'altro di estrazione nobiliare capeggiata dai Catalano. Nel 1799, l'anno della repubblica Partenopea, i Catalano, di estrazione nobiliare si schierano dalla parte dei reazionari, e radicalizza l'odio tra le 2 famiglie. Intanto il 3 febbraio dello stesso anno, viene costituita una nuova municipalità con presidente Don Matteo Danzi, da parte della borghesia di Carbone e del mondo rurale, perché desiderosi di una riforma agraria, che consentisse una distribuzione dei terreni del demanio, ma questa ebbe vita breve perché l'8 dello stesso mese, per sollecitazioni del Cardinale Ruffo, una rivolta, capeggiata da Don Matteo Catalano, scacciò i repubblicani del paese. Ma nel 26 febbraio, i Carbone, fuggiti a Tolve, con l'aiuto dei repubblicani tolvesi, rientrarono in Vaglio, e mettono in fuga i Catalano. Carbone divenne Presidente con segretario il sacerdote Don Giovanni Danzi. Quando ci fu però il ripristino del vecchio regime, sempre nel 1799, Vaglio si alleò con Cancellara, Tolve e San Chirico Nuovo, per autodifesa e per salvare la repubblica. Il tentativo fallì, ma il barone Quarto perse ogni prestigio sociale, creando terreno fertile per i Francesi. Nel 1806, quando Giuseppe Bonaparte abolì il feudalesimo, il demanio venne diviso tra i comproprietari. Dall'11 novembre 1807, con la proroga del 18 Nov 1808, una commissione composta da alti magistrati viene istituita per definire e concludere tutte le liti giudiziarie. Quando il suo lavoro termina, il 31 agosto 1810, venne elogiata per la sua equità ed efficienza dai Borboni, che la integrarono nella propria burocrazia. Intanto, il 29 agosto 1809, si concluse il riordino del catasto.
Nel 18 ottobre 1860, ci fu l'Abolizione dei privilegi del clero, divenuta legge nel 17 febbraio 1861. Nel dicembre 1860 vennero richiamati in servizio tutti i soldati dell'ex esercito borbonico, questo portò una protesta anche a causa della concomitanza dell'aumento del prezzo del pane. Così, nel 1861, ci fu un'Insurrezione popolare, guidata da una popolana della famiglia "Ciaiodd". Nel 22 marzo 1861 la repressione della rivolta popolare a Napoli. Verrà comunicato il 6 aprile.

### Rivolta partigiana
Il 15 novembre 1861, ormai in vista di Potenza, Carmine Crocco, e José Borjes, si mossero da San Chirico Nuovo per attaccare il paese di Vaglio nei cui pressi si accamparono. Al mattino gli abitanti assaliti e massacrati da forze soverchianti si difesero per quanto possibile rifugiandosi in parte all'interno del convento. Qui continuarono ad opporre resistenza malgrado fosse stato appiccato il fuoco al palazzo stesso. Secondo quanto riportato dal Del Zio nel corso della battaglia le bande di Crocco “uccisero i fratelli Rocco e Francesco De Mattia, Giuseppe Janelli, Faustino Saponara, Rocco D'Anzi e la figlia, Domenico Tamburrini ed altri, tutti gentiluomini patrioti che lasciarono la vita per mano dei feroci masnadieri”.
Dal 1945 la Gestione del Comune è affidata al dott. Vincenzo Tedesco, poi Dott. Pietro Musciacchio 1950-1955, Rocco Ricciuti fino al 1965, Giuseppe Martinelli fino al 1970, Domenico Santangelo fino al 1975, Faustino Somma fino al 1980, Mario Marsico fino al 1983, Federico Ricciuti fino al 1985, Giovanni Lo Sasso fino al 1995, Vincenzo Filitti fino al 1998, Rocco Cammarota fino al 2003, Giuseppe Pio Musacchio fino al 2013, poi Giancarlo Tamburrino fino al 2018 ed Antonio Senise dal 2018.

## Monumenti e luoghi d'interesse
- Nel territorio del comune si trova il sito archeologico dell'abitato di Serra di Vaglio (40°40′30.53″N 15°53′45.82″E), attribuito al popolo dei Peuketiantes, ricordati da Ecateo di Mileto, a partire dall'VIII, e con una successiva fase lucana tra la fine del V e gli inizi del III secolo a.C. Nella vicina necropoli di "Braida di Vaglio" sono state rinvenute tombe principesche databili tra la fine del VI e la metà del V secolo a.C. I resti dell'abitato e della necropoli sono visitabili nel "Parco archeologico di Serra di Vaglio".
- Nella località di Rossano di Vaglio si trovano invece i resti del santuario federale dei Lucani, dedicato alla dea Mefite, nato a partire dal IV secolo a.C. e sviluppato in particolare nel corso del II secolo a.C., nell'ambito del processo di romanizzazione della regione lucana. I resti del santuario sono visibili all'interno del "Parco del Santuario di Rossano".

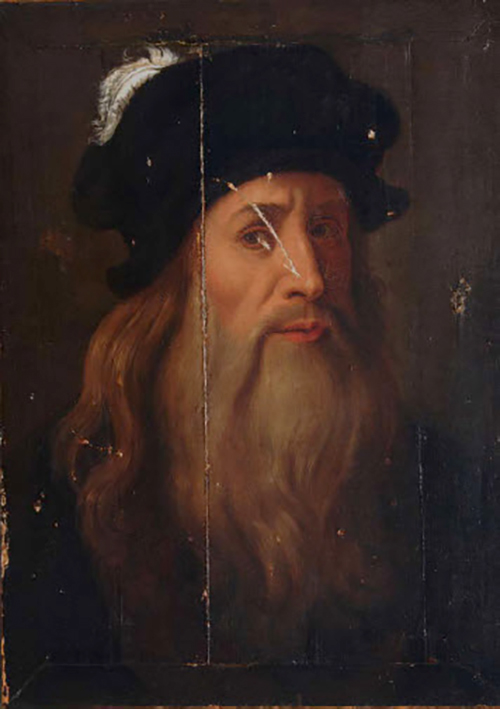
Ritratto lucano, presunto ritratto di Leonardo Da Vinci, conservato nel Museo delle antiche genti di Lucania.

- Nella pineta di Vaglio si trova inoltre il Museo delle antiche genti di Lucania,[7] che offre una serie di ricostruzioni della vita dell'abitato e del santuario ed è noto per la presenza di un ritratto attribuito a Leonardo da Vinci, mentre i materiali dei siti archeologici si conservano in gran parte nel Museo archeologico nazionale della Basilicata, a Potenza.
- Nelle vicinanze di una delle due porte di accesso all'antico abitato, è stato allestito il "Museo della civiltà rurale" che racconta la storia del paese attraverso oggetti e foto raccolti dall'associazione ACLI del paese.
- A Vaglio sulla Serra San Bernardo vi era la cittadina denominata Utilia Bella. Nel Bosco di Rossano o come si chiamava anticamente: Ursana, vi sono i resti del tempio dedicato alla dea Mefitis: antichissima divinità Greco-Romana, venerata nel meridione d'Italia, come protettrice dalle febbri malariche e dalle esalazioni dell'acqua stagnante, nonché dei campi e delle greggi. In questo luogo vi era la cittadina di Ursana fondata dagli antichi lucani chiamati Ursentum, con il contributo delle popolazioni greche, che giunsero nell'entroterra attraverso il corso dei fiumi dalle coste. Alcune lapidi sottratte al tempio di Ursana sono incastonate sui muri di alcuni palazzi nobiliari di Potenza. Una lapide ancora oggi è visibile sul lato sinistro del palazzo dei Loffredo, nei pressi della cattedrale. Su questa lapide alla dea Mefitis viene dato l'appellativo di “Utiana”, che potrebbe essere un'iscrizione corrotta di “Ursiana” da cui sarebbe derivata la denominazione di “Utinia” l'altro sito archeologico sull'altura di Serra San Bernardo.

Il nome latino di Vaglio è Balium, che il Racioppi fa derivare da Vallum: luogo cinto da vallo, ma sarebbe più verosimile che il nome scaturisca dal medioevale Balium; ossia un fortilizio composto di mura, torri ed alcune porte nei punti strategici, come quelle che ancora oggi si notano alle estremità opposte dell'antico caseggiato. A conferma dell'architettura militare difensiva del paese, come: “castrum militum” è il nome Balium, attribuito ad una porta del Maschio Angioino di Napoli. La tesi molto personalistica e fantasiosa dell'autore lo porta a pensare che il nome derivi dal greco Balio- Balios-, che era anche il nome di uno dei cavalli di Achille. Balios, per i greci era il nome di una razza di cavalli dal manto pezzato, che essi forse allevavano in questa parte della Lucania.
Di derivazione greca, sembrerebbe essere, anche lo stemma comunale; nel quale è raffigurato Ercole o Eracle per i greci, nell'atto di cavalcare un leone per potergli assestare una randellata. Lo stemma rappresenta la prima delle dodici fatiche di Ercole: l'uccisione del leone della selva Nemea e potrebbe essere derivato da iconografie greche diffuse nella zona. Anche il nome del monte sul quale si estende l'abitato sarebbe di origine Greco Bizantino, infatti è chiamato Cenapora, come molte altre contrade diffuse in Lucania, che hanno lo stesso toponimo leggermente modificato in Cenapura, Cinapura, Cinapora. Una cartina topografica dell'Alfano, sulla Basilicata, riporta al centro dei tre confini di Vaglio, Cancellara e Tolve un Santuario dedicato a Santa Maria di Cenapura. Si danno di questo toponimo, due interpretazioni: la prima lo farebbe derivare da una corruzione di Regina Pura, quale appellativo della Madonna, la seconda da Acinapura il cui etimo sarebbe acheiropoieo, lo stesso significato di Acheropita, come viene definita la Sindone, che significa: non dipinta da mano d'uomo. In questo luogo ricco di storia si rinvengono anche molte notizie sulle antiche casate, sia nobili che popolane, che hanno partecipato attivamente alla vita cittadina, queste sono le seguenti: De Paulis, Cresi, De Catherina o Catherini, Grisi o Grisio, Lovece, Giacomino, Ventre, De Felice, Petraccone, De Sala, Sforza, De Guarnimento, Salbitano, Fedota e Pedota, Ciurcilo, Malacarne, De Milia, De Sabina, Dell'Arso, De Capra, Albano, Catalano, Forenza, Tamburrino, De Matthia, D'Ettorre, Forese, Milano, Santangelo, Stigliano, Capobianco, De Gilio, D'Argenzia, Armilia, Bisazza.

## Società

### Evoluzione demografica
- 1277 Il comune di Baglio aveva circa 210 abitanti.
- 1447 Il comune di Baglio aveva circa 336 abitanti, infeudato a Giacomo Malacarne.
- 1545 Il comune di Baglio aveva 1 272 abitanti.
- 1815 Il comune di Vaglio aveva circa 2 950 abitanti.
- 1881 Il comune di Vaglio aveva 4 213 abitanti.
- 1931 Il comune di Vaglio aveva 2 775 abitanti, in parte a causa dell'emigrazione verso le Americhe.
- 1971 Il comune di Vaglio aveva 2 099 abitanti, soprattutto a causa dell'emigrazione.

Abitanti censiti

## Cultura

### Lingue e dialetti
La popolazione parla un dialetto gallo-italico.

### Musica
A Vaglio sono stati girati i videoclip de La fine di Gaia e "Sono il tuo Sogno Eretico" di Caparezza. Il video vede anche la partecipazione del giornalista Roberto Giacobbo, oltre che degli abitanti del comune potentino.

## Infrastrutture e trasporti

### Strade
- Strada provinciale 10 Venosina
- Strada statale 7 Via Appia
- Strada statale 407 Basentana
- Strada statale 658 Potenza-Melfi

### Ferrovie
- Stazione di Vaglio Basilicata, sulla ferrovia Battipaglia-Potenza-Metaponto, sospesa al traffico viaggiatori

## Amministrazione
| Periodo | Periodo   | Primo cittadino        | Partito      | Carica  | Note |
| ------- | --------- | ---------------------- | ------------ | ------- | ---- |
| 2003    | 2008      | Giuseppe Pio Musacchio | lista civica | Sindaco |      |
| 2008    | 2013      | Giuseppe Pio Musacchio | lista civica | Sindaco |      |
| 2013    | 2018      | Giancarlo Tamburrino   | lista civica | Sindaco |      |
| 2018    | 2023      | Antonio Senise         | lista civica | Sindaco |      |
| 2023    | in carica | Francesco Santopietro  | lista civica | Sindaco |      |